# Hararis
El poble harari (anomenat a si mateix Gey 'Usu o "poble de la ciutat") és la població autòctona d'Harar a Etiòpia.
És un poble semita descendent dels axumites establerts a la zona en una posició militar. La seva llengua és l'harari o adareñña, l'única llengua semita en un territori rodejat de parlants de llengües cuixites; fa pocs anys l'alfabet ge'ez va substituir l'alfabet àrab, que fins aleshores s'utilitzava per escriure la llengua.